# Mostwaage

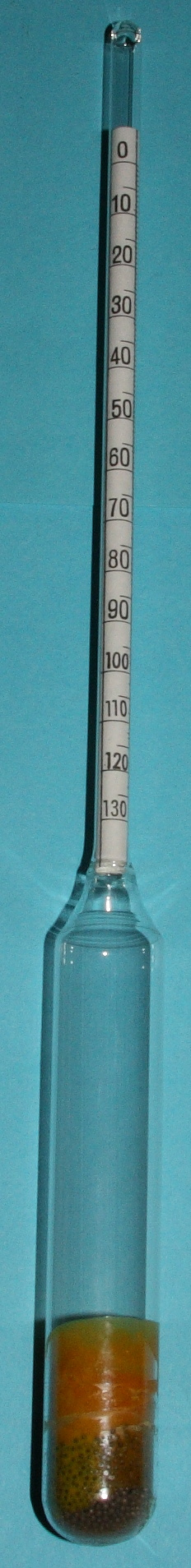
Mostwaage: 0…+130 °Oe bei +20 °C

Eine Mostwaage oder Oechsle-Waage ist ein Gerät zur Bestimmung des Mostgewichtes, also der Dichte von Traubenmost. Die Mostwaage wird auch bei der Saft- und Obstweinherstellung aus anderen Früchten verwendet. Im Grunde handelt es sich um eine Senk- bzw. Spindelwaage (Aräometer) mit angepasster Skalenteilung.
Senkwaagen zur Qualitätsbestimmung des Mostes werden seit über 300 Jahren verwendet, jedoch wurden sie erst in den 1820er Jahren vom Pforzheimer Mechaniker Ferdinand Oechsle mit einer Skala, der nach ihm benannten Oechsle-Skala, versehen. Diese ist vor allem in Deutschland, der Schweiz und Luxemburg gebräuchlich.
Die Skala beruht auf der Erkenntnis, dass Zuckerwasser eine höhere Dichte als ungesüßtes Wasser hat. So ging er bei der Gradeinteilung seiner Waage vom spezifischen Gewicht des Wassers aus: Besitzt der Most eine Dichte von 1,075, dann sinkt die Oechslewaage bis zur Markierung 75 Grad Oechsle in den Traubenmost ein. Die Oechsle-Waage verwendet als Nullpunkt die Dichte von Wasser bei +20 °C (gerundet 1 g·cm−3). Weicht die Mosttemperatur von der Referenztemperatur +20 °C ab, muss eine Korrektur des angezeigten Wertes erfolgen. Bei Mostwaagen mit integriertem Thermometer wird der zu addierende oder zu subtrahierende Wert direkt angezeigt. Ansonsten kann bei geringen Temperaturabweichungen mit folgender Näherung gearbeitet werden:
- Bei Temperaturen über +20 °C wird je 3,5 °C je 1° Oe addiert
- Bei Temperaturen unter +20 °C wird je 3,5 °C je 1° Oe subtrahiert

Da die Oechsle-Skala als Nullpunkt die Dichte von Wasser verwendet, zeigt sie nicht nur den Gehalt an Zucker, sondern den Gehalt aller gelösten Stoffe, den so genannten Gesamtextrakt, im Most an. Um den Zuckergehalt im Most bestimmen zu können, muss der Gehalt an zuckerfreiem Extrakt im Most bekannt sein. Da die Bestimmung des zuckerfreien Extrakts nur mit labormäßiger Ausstattung möglich ist, existieren für die Praxis Tabellenwerte für viele Fruchtarten, bei deren Anwendung jahrgangsbedingte Schwankungen zu berücksichtigen sind. Da Alkohol bei gleichen Umgebungsbedingungen eine geringere Dichte als Wasser aufweist, kann die Oechsle-Waage in trockenen Weinen und Obstweinen je nach Alkoholgehalt und Gehalt an zuckerfreiem Extrakt negative Werte anzeigen. In kohlendioxidhaltigen Flüssigkeiten wie etwa gärenden Weinen zeigt die Oechsle-Waage keine sinnvollen Werte an. Das Kohlendioxid muss vor der Messung ausgeschüttelt werden.
In Österreich wird mit der Klosterneuburger Mostwaage (KMW) gemessen, wobei 1° KMW (Klosterneuburger Zuckergrade) 4,86 °Oe entspricht. Anders als bei der Oechsle-Waage ist der mutmaßliche zuckerfreie Extraktgehalt des Traubenmostes von vornherein abgezogen, weshalb die Klosterneuburger Mostwaage einen anderen Nullpunkt als die Oechsle-Waage hat.